# Ceriagrion aeruginosum
Ceriagrion aeruginosum är en trollsländeart som först beskrevs av Brauer 1869.  Ceriagrion aeruginosum ingår i släktet Ceriagrion och familjen dammflicksländor. IUCN kategoriserar arten globalt som livskraftig. Inga underarter finns listade i Catalogue of Life.
Hannar har en röd färg och hos äldre exemplar blir framkroppen ljusgrön. Honor är ljusgrön till sljusblå och endast svansens spets är röd.
Arten förekommer från norra Australien till Nya Guinea, Sulawesi och Salomonöarna. Den lever i låglandet och i bergstrakter upp till 1300 meter över havet. Individerna hittas i våtmarker och på betesmarker nära dammar, pölar och vattendrag.
För beståndet är inga hot kända. Hela populationen antas vara stor. IUCN listar arten som livskraftig (LC).